# John Joseph Glennon
John Joseph Glennon (14. června 1862, Kinnegad – 9. března 1946, Dublin) byl irský římskokatolický kněz, kardinál a arcibiskup Saint Louis.

## Život
Narodil se 14. června 1862 v Kinnegadu jako syn Matthewa Glennona a Catherine roz. Rafferty.
Studoval na St. Mary's College v Mullingaru a v semináři All Hallows College v Dublinu. Následně odešel studovat do Německa na Univerzitu v Bonnu. Po studiích odcestoval do USA. Zde byl 20. prosince 1884 v Kansas City vysvěcen na kněze biskupem Johnem Josephem Hoganem. Po vysvěcení začal působit v diecézi Kansas City, zde byl také rektorem katedrály. Roku 1892 byl jmenován generálním vikářem a o dva roky později apoštolským administrátorem Kansas City.
Dne 14. března 1896 jej papež Lev XIII. jmenoval biskupem koadjutorem diecéze Kansas City a titulárním biskupem z Pinary. Biskupské svěcení přijal 29. června 1896 z rukou Johna Josepha Kaina arcibiskupa ze Saint Louis a spolusvětiteli byli biskup Maurice Francis Burke a biskup John Joseph Hennessy. Dne 27. dubna 1903 jej papež ustanovil arcibiskupem koadjutorem arcidiecéze Saint Louis a 13. října 1903 po smrti arcibiskupa Johna Josepha Kaina nastoupil na jeho místo.
Na Štedrý večer roku 1945 bylo papežem Piem XII. ohlášeno jeho jmenování kardinálem. K předání kardinálských insignií došlo 18. února 1946. Papež mu udělil titul kardinál-kněz ze San Clemente.
Při zpáteční cestě do USA se zastavil ve svém rodném Irsku kde mu byla v Dublinu diagnostikována otrava z důvodu urémie. Zemřel 9. března 1946. Jeho tělo bylo převezeno do USA a pohřbeno v metropolitní katedrále v Saint Louis.
Byla po něm pojmenována dětská nemocnice Cardinal Glennon Children's Hospital v Saint Luis.